# Rafael Santos Borré
Rafael Santos Borré Maury (Barranquilla, 15 de septiembre de 1995) es un futbolista colombiano que juega como delantero en el S. C. Internacional del Campeonato Brasileño de Serie A.

## Trayectoria

### Deportivo Cali
Su debut profesional se produjo en 2013 con el Deportivo Cali a la edad de 17 años. Sus primeros goles como profesional se dieron en 2014, disputando 13 partidos y marcando cuatro. A principios de 2015 se dio su reconocimiento nacional cuando llegó a la selección de Colombia sub-20, donde fue figura en el Sudamericano.
Ya para el Torneo Apertura 2015 Borré empezó siendo figura de su equipo y titular indiscutible compartiendo la tabla de goleadores con Harold Preciado. Terminó  en el tercer lugar de goleadores con ocho goles en doce partidos. Fue campeón de la Liga Águila I contra el Independiente Medellín pero no pudo jugar por el Mundial Sub-20. Habiéndose convertido en figura de su equipo, llegó su reconocimiento a Europa y al llamado de la selección mayor.

### Atlético de Madrid
El 28 de agosto de 2015 se hizo oficial su fichaje por seis temporadas al Atlético de Madrid aunque fue cedido al Deportivo Cali hasta el 30 de junio de 2016. El 23 de julio de 2016 debutó con el equipo en un compromiso amistoso ante el C. D. Numancia, en el que ingresó en el minuto 64 por Saúl Ñíguez. También demostró sus dotes futbolísticas y habilidades con el balón en otro partido de preparación, esta vez en Australia, jugando los 90 minutos ante el Melbourne Victory.

### Villarreal
Finalmente el 13 de agosto de 2016 fue enviado en cesión al Villarreal C. F. por un año sin opción de compra. Debutó el 17 de agosto en la derrota 1-2 frente al A. S. Mónaco en la eliminatoria previa a la fase de grupos de la Liga de Campeones de la UEFA.
El 29 de septiembre marcó su primer gol con el club, en el empate a un gol como visitante, en la Liga Europa de la UEFA frente al Steaua de Bucarest. Volvió a marcar el 23 de febrero dándole la victoria a su club por la mínima en el Estadio Olímpico de Roma frente a la A. S. Roma por la Liga Europa de la UEFA aunque cayeron eliminados en el global. Su primer doblete lo marca el 1 de marzo en la victoria 4-1 como visitantes sobre el C. A. Osasuna entrando en el segundo tiempo y saliendo como la figura del partido.

### River Plate

#### Temporada 2017-18
El 3 de agosto de 2017 River Plate anunció el fichaje del jugador de Atlético de Madrid por una cifra aproximada a los € 3 500 000, River asegurándose el 50 % de su pase. El 5 de agosto firmó contrato por cuatro años. Debutó de manera oficial el 15 de agosto, en la Copa Argentina, contra Atlas, entrando a los 79 minutos por Lucas Alario. El 20 de agosto anotó su primer gol contra Instituto, el cuarto del triunfo por 4-1 en la misma copa.

#### Temporada 2018-19
El primer tanto de la nueva temporada lo hace el 22 de julio en la goleada por 7-0 sobre Central Norte por la Copa Argentina. Su primer gol en la Copa Libertadores 2018 lo hace el 29 de agosto terminando la goleada 3 por 0 sobre Racing sellando la clasificación a los cuartos de final. El 2 de octubre volvió a marcar en el 3-1 contra C. A. Independiente sentenciando el pase a las semifinales de la Copa Libertadores, el 30 de octubre marca el empate parcial en la histórica victoria 2-1 en Brasil contra Grêmio de Porto Alegre, logrando el pase a la gran final. Vuelve a marcar doblete el 2 de diciembre para la victoria 3-1 sobre Gimnasia La Plata siendo la figura del partido. El 9 de diciembre se consagró campeón de la Copa Libertadores 2018 tras derrotar 3-1 a Boca Juniors en la final, no pudiendo disputarla al estar suspendido. El 18 de diciembre marcó de nuevo doblete en el empate 2-2 contra Al Ain por el Mundial de Clubes 2018 quedando eliminados por penales, a los cuatro días marcó gol en la goleada de 4-0 sobre Kashima Antlers ganándose el tercer puesto, además de ganar la Bota de Oro del Mundial compartida con Gareth Bale y el Balón de Bronce.
Su primer gol de 2019 lo hace el 30 de enero en la goleada de 4-0 sobre Godoy Cruz.

#### Temporada 2019-20
Su primer doblete de la temporada lo hizo el 17 de agosto en goleada histórica 6 por 1 en casa de Racing, luego de ir perdiendo hizo dos goles en dos minutos, para empezar la remontada. El 1 de octubre marcó en la victoria de River 2-0 sobre Boca Juniors en la ida de las semifinales de la Copa Libertadores 2019. El 6 de octubre anotó nuevamente un doblete para la victoria 2-0 sobre Patronato. El 23 de noviembre marcó en la derrota de su equipo 2-1 ante Flamengo en la final de la Libertadores. Durante su estancia en River Plate se convirtió en uno de los jugadores más cotizados de Sudamérica y en el quinto máximo realizador del club en la Copa Libertadores. Además de máximo goleador en la era Gallardo con 55 goles, este entrenador el que tuvo siempre mientras permaneció en el club.

### Eintracht Frankfurt
El 5 de julio de 2021 se confirmó su paso al Eintracht Frankfurt de la Bundesliga alemana firmando hasta 2025. El 31 de julio debutó marcando en el triunfo del Frankfurt 2-1 sobre el A. S. Saint-Étienne en un amistoso. Su primer gol oficial con la camiseta del equipo alemán, fue frente al F.C. Colonia, por la fecha 6 de la temporada 21/22.
El 18 de mayo de 2022 se consagró campeón de la Liga Europa de la UEFA, luego de un empate 1-1 en los 120 minutos ante el Rangers Football Club y dejando el resultado final de 5-4 en la tanda de penales. En este partido anotó el gol de su equipo y el penal definitorio.
En la competición europea marcó 4 goles; los equipos a los que le marcó fue al F. C. Barcelona en la vuelta de los cuartos de final, al West Ham United en la vuelta de las semifinales y al Rangers FC en la final.
El 7 de septiembre de 2022 debuta en la Champions League entrando al minuto 66 del segundo tiempo en la dura derrota como locales 0-3 frente al Sporting de Lisboa.

### Werder Bremen
El 1 de septiembre de 2023 se anunció la cesión de Santos Borré al Werder Bremen por una temporada. El 23 de septiembre marcó su primer gol en la victoria 2-1 sobre el F. C. Colonia por la quinta jornada de la Bundesliga.

### S.C Internacional
Temporada 2024
El 9 de marzo de 2024 fue presentado como nuevo fichaje del S.C. Internacional. Teniendo un gran recibimiento de parte de la hinchada colorada. El 25 de abril marcó su primer tanto en el triunfo 1-2 sobre Delfín Sporting Club por Copa Sudamericana. El segundo gol llegó una semana más tarde en el empate de su equipo 1-1 con Atlético Clube Goianiense.
El 19 de octubre de 2024 lo marcó Rafael Borré, responsable de anotar el único gol del clásico gaucho Gre-Nal que ganó el Inter de Porto Alegre, quien festejó imitando a la icónica mascota colorada, Saci. Más allá de eso, el jugador ha sido parte fundamental del equipo alvi-rubro rumbo a la Copa Libertadores 2025.
Temporada 2025

## Selección nacional

### Selecciones juveniles
Jugó para el equipo sub-20 en el Campeonato Sudamericano de Fútbol Sub-20 de 2015 anotando 2 goles.
Fue seleccionado por Carlos Restrepo Isaza para el plantel de 23 hombres que disputó el Mundial Sub-20 de 2015 que tuvo lugar en Nueva Zelanda. También hizo parte de la selección sub-23 de Colombia.

#### Participación en Campeonatos Juveniles
| Campeonato                          | Sede                           | Resultado                      | PJ | GA | Asis |
| ----------------------------------- | ------------------------------ | ------------------------------ | -- | -- | ---- |
| Torneo Esperanzas de Toulon de 2014 | Francia                        | Fase de grupos                 | 4  | 1  | N/A  |
| Sudamericano Sub-20 2015            | Uruguay                        | Subcampeón                     | 7  | 2  | 3    |
| Total en Campeonatos Juveniles      | Total en Campeonatos Juveniles | Total en Campeonatos Juveniles | 11 | 3  | 3    |

#### Participación en Copas del Mundo Juveniles
| Mundial                  | Sede          | Resultado        | PJ | GA | Asis |
| ------------------------ | ------------- | ---------------- | -- | -- | ---- |
| Copa Mundial Sub-20 2015 | Nueva Zelanda | Octavos de final | 4  | 1  | 1    |

#### Goles internacionales juveniles
| # | Fecha                | Lugar                                               | Rival    | Gol   | Resultado | Competición                    |
| - | -------------------- | --------------------------------------------------- | -------- | ----- | --------- | ------------------------------ |
| 1 | 28 de mayo de 2014   | Stade de Lattre-de-Tassigny, Aubagne, Francia       | Catar    | 1 - 1 | 1 - 1     | Torneo Esperanzas de Toulon    |
| 2 | 19 de enero de 2015  | Estadio Domingo Burgueño Miguel, Maldonado, Uruguay | Chile    | 0 - 1 | 0 - 3     | Campeonato Sudamericano Sub-20 |
| 3 | 1 de febrero de 2015 | Estadio Gran Parque Central, Montevideo, Uruguay    | Perú     | 1 - 2 | 1 - 3     | Campeonato Sudamericano Sub-20 |
| 4 | 5 de junio de 2015   | Estadio Forsyth Barr, Dunedin, Nueva Zelanda        | Portugal | 1 - 3 | 1 - 3     | Copa Mundial Sub-20            |

### Selección absoluta
El 20 de marzo de 2015 fue convocado por primera vez a la Selección Colombia por el técnico José Pekerman. Esto teniendo en cuenta unos amistosos de preparación para la Copa América 2015 contra Kuwait y Baréin.
Debutó con la tricolor el 6 de septiembre de 2019 ingresando en el segundo tiempo por Duván Zapata en el empate 2-2 frente a Brasil en un amistoso disputado en Miami. Su debut oficial se dio ingresando en el segundo tiempo en el triunfo de Colombia 3-0 sobre Perú por las Eliminatorias a Catar 2022.
El 5 de junio de 2022, marcaría su primer gol con la selección en la victoria 1-0 sobre Arabia Saudita en un amistoso. El 22 de septiembre anotó en la victoria 4-1 sobre Guatemala por otro amistoso internacional. Tres días después dio una asistencia en la victoria 3-2 sobre México. El tercer gol llegó en la victoria de Colombia 1-2 ante Japón. Rafa siguió su buen presente en la selección marcando en el triunfo 1-0 ante Venezuela por Eliminatorias.

#### Participaciones enCopas América
| Torneo                 | Sede                   | Resultado              | PJ | GA | Asis |
| ---------------------- | ---------------------- | ---------------------- | -- | -- | ---- |
| Copa América 2021      | Brasil                 | Tercer lugar           | 5  | 0  | 0    |
| Copa América 2024      | Estados Unidos         | Subcampeón             | 4  | 0  | 0    |
| Total en Copas América | Total en Copas América | Total en Copas América | 9  | 0  | 0    |

#### Participaciones enEliminatorias al Mundial
| Eliminatoria                               | Sede del Mundial                | Posición               | Resultado   | PJ                                | GA | Asis |
| ------------------------------------------ | ------------------------------- | ---------------------- | ----------- | --------------------------------- | -- | ---- |
| Eliminatorias Mundial de Rusia 2018        | Rusia                           | 4°lugar 27pts          | Clasificado | 0 (2 convocatorias como suplente) | 0  | 0    |
| Eliminatorias Mundial de Catar 2022        | Catar                           | 6°lugar 23pts          | Eliminado   | 9                                 | 0  | 1    |
| Eliminatorias Mundial de Norteamérica 2026 | Estados Unidos, México y Canadá | 6°lugar 22pts          | En disputa  | 9                                 | 2  | 0    |
| Total en Eliminatorias                     | Total en Eliminatorias          | Total en Eliminatorias | 1/2         | 18                                | 2  | 1    |

#### Goles internacionales
| # | Fecha                    | Lugar                                            | Rival          | Gol   | Resultado | Competición                |
| - | ------------------------ | ------------------------------------------------ | -------------- | ----- | --------- | -------------------------- |
| 1 | 5 de junio de 2022       | Estadio Enrique Roca, Murcia, España             | Arabia Saudita | 1 - 0 | 1 - 0     | Amistoso                   |
| 2 | 24 de septiembre de 2022 | Red Bull Arena, New Jersey, Estados Unidos       | Guatemala      | 3 - 0 | 4 - 1     | Amistoso                   |
| 3 | 28 de marzo de 2023      | Estadio Yodoko Sakura, Osaka, Japón,             | Japón          | 1 - 2 | 1 - 2     | Amistoso                   |
| 4 | 7 de septiembre de 2023  | Estadio Metropolitano, Barranquilla, Colombia    | Venezuela      | 1 - 0 | 1 - 0     | Eliminatorias Mundial 2026 |
| 5 | 21 de noviembre de 2023  | Estadio Defensores del Chaco, Asunción, Paraguay | Paraguay       | 0 - 1 | 0 - 1     | Eliminatorias Mundial 2026 |
| 6 | 8 de junio de 2024       | Commanders Field, Landover, Estados Unidos       | Estados Unidos | 0 - 2 | 1 - 5     | Amistoso                   |

## Estadísticas

### Clubes
Actualizado al último partido disputado el 17 de agosto de 2025.
| Club | Div.          | Temporada     | Estadual    | Estadual    | Estadual    | Liga  | Liga  | Liga   | Copas(1) | Copas(1) | Copas(1) | Internacional(2) | Internacional(2) | Internacional(2) | Total | Total | Total  | Media goleadora(3) |  |
| Club | Div.          | Temporada     | Part.       | Goles       | Asist.      | Part. | Goles | Asist. | Part.    | Goles    | Asist.   | Part.            | Goles            | Asist.           | Part. | Goles | Asist. | Media goleadora(3) |  |
| --- | ------------- | ------------- | ----------- | ----------- | ----------- | ----- | ----- | ------ | -------- | -------- | -------- | ---------------- | ---------------- | ---------------- | ----- | ----- | ------ | ------------------ |  |
| Deportivo Cali · Colombia | 1.ª           | 2013          | Inexistente | Inexistente | Inexistente | 2     | 0     | 0      | 0        | 0        | 0        | ―                | ―                | ―                | 2     | 0     | 0      | 0                  |  |
| Deportivo Cali · Colombia | 1.ª           | 2014          | Inexistente | Inexistente | Inexistente | 8     | 3     | 2      | 6        | 1        | 0        | ―                | ―                | ―                | 14    | 4     | 2      | 0.31               |  |
| Deportivo Cali · Colombia | 1.ª           | 2015          | Inexistente | Inexistente | Inexistente | 26    | 11    | 3      | 5        | 5        | 0        | ―                | ―                | ―                | 31    | 16    | 3      | 0.52               |  |
| Deportivo Cali · Colombia | 1.ª           | 2016          | Inexistente | Inexistente | Inexistente | 11    | 6     | 2      | 2        | 0        | 0        | 3                | 0                | 0                | 16    | 6     | 2      | 0.38               |  |
| Deportivo Cali · Colombia | Total club    | Total club    | 0           | 0           | 0           | 47    | 20    | 7      | 13       | 6        | 0        | 3                | 0                | 0                | 63    | 26    | 7      | 0.42               |  |
| Villarreal C. F. · España | 1.ª           | 2016-17       | Inexistente | Inexistente | Inexistente | 17    | 2     | 1      | 4        | 0        | 0        | 9                | 2                | 1                | 30    | 4     | 2      | 0.13               |  |
| Villarreal C. F. · España | Total club    | Total club    | 0           | 0           | 0           | 17    | 2     | 1      | 4        | 0        | 0        | 9                | 2                | 1                | 30    | 4     | 2      | 0.13               |  |
| C. A. River Plate Argentina | 1.ª           | 2017-18       | Inexistente | Inexistente | Inexistente | 23    | 6     | 3      | 6        | 2        | 1        | 6                | 0                | 0                | 35    | 8     | 4      | 0.23               |  |
| C. A. River Plate Argentina | 1.ª           | 2018-19       | Inexistente | Inexistente | Inexistente | 19    | 4     | 3      | 10       | 4        | 4        | 15               | 6                | 1                | 44    | 14    | 8      | 0.32               |  |
| C. A. River Plate Argentina | 1.ª           | 2019-20       | Inexistente | Inexistente | Inexistente | 20    | 12    | 2      | 5        | 1        | 0        | 11               | 6                | 5                | 36    | 19    | 7      | 0.53               |  |
| C. A. River Plate Argentina | 1.ª           | 2020          | Inexistente | Inexistente | Inexistente | 0     | 0     | 0      | 8        | 2        | 1        | 6                | 4                | 1                | 14    | 6     | 2      | 0.43               |  |
| C. A. River Plate Argentina | 1.ª           | 2021          | Inexistente | Inexistente | Inexistente | 0     | 0     | 0      | 16       | 8        | 1        | 4                | 0                | 0                | 20    | 8     | 1      | 0.45               |  |
| C. A. River Plate Argentina | Total club    | Total club    | 0           | 0           | 0           | 62    | 22    | 8      | 45       | 17       | 7        | 42               | 16               | 7                | 149   | 55    | 22     | 0.38               |  |
| Eintracht Fráncfort · Alemania | 1.ª           | 2021-22       | Inexistente | Inexistente | Inexistente | 31    | 8     | 6      | 1        | 0        | 0        | 13               | 4                | 2                | 45    | 12    | 8      | 0.27               |  |
| Eintracht Fráncfort · Alemania | 1.ª           | 2022-23       | Inexistente | Inexistente | Inexistente | 32    | 2     | 2      | 6        | 1        | 2        | 9                | 0                | 0                | 47    | 3     | 4      | 0.06               |  |
| Eintracht Fráncfort · Alemania | Total club    | Total club    | 0           | 0           | 0           | 63    | 10    | 8      | 7        | 1        | 2        | 22               | 4                | 2                | 92    | 15    | 12     | 0.16               |  |
| Werder Bremen · Alemania | 1.ª           | 2023-24       | Inexistente | Inexistente | Inexistente | 19    | 4     | 0      | 0        | 0        | 0        | —                | —                | —                | 19    | 4     | 0      | 0.21               |  |
| Werder Bremen · Alemania | Total club    | Total club    | 0           | 0           | 0           | 19    | 4     | 0      | 0        | 0        | 0        | 0                | 0                | 0                | 19    | 4     | 0      | 0.21               |  |
| S. C. Internacional · Brasil | 1.ª           | 2024          | 0           | 0           | 0           | 23    | 9     | 3      | 1        | 0        | 0        | 5                | 2                | 1                | 29    | 11    | 4      | 0.4                |  |
| S. C. Internacional · Brasil | 1.ª           | 2025          | 9           | 2           | 2           | 15    | 4     | 1      | 2        | 0        | 0        | 5                | 1                | 0                | 31    | 7     | 3      | 1                  |  |
| S. C. Internacional · Brasil | Total club    | Total club    | 9           | 2           | 2           | 38    | 13    | 4      | 3        | 0        | 0        | 10               | 3                | 1                | 60    | 18    | 7      | 0.443              |  |
| Total carrera | Total carrera | Total carrera | 9           | 2           | 2           | 246   | 69    | 28     | 72       | 25       | 9        | 86               | 25               | 11               | 422   | 122   | 51     | 0.38               |  |
| (1) Las copas nacionales se refiere a la Copa Colombia, Copa del Rey, Copa Argentina, Copa Superliga, Copa de la Liga Profesional, Supercopa Argentina y Copa do Brasil (2) Las copas internacionales se refiere a la Liga Europa de la UEFA, Copa Libertadores, Copa Sudamericana y Mundial de Clubes. (3) No incluye datos de partidos amistosos ni categorías inferiores. |               |               |             |             |             |       |       |        |          |          |          |                  |                  |                  |       |       |        |                    |  |

### Selección
| Selección           | Año               | Amistosos | Amistosos | Amistosos | Copa América | Copa América | Copa América | Copa Mundial | Copa Mundial | Copa Mundial | Eliminatorias Mundialistas | Eliminatorias Mundialistas | Eliminatorias Mundialistas | Total | Total | Total |
| Selección           | Año               | Part.     | Goles     | Asis.     | Part.        | Goles        | Asis.        | Part.        | Goles        | Asis.        | Part.                      | Goles                      | Asis.                      | Part. | Goles | Asis. |
| ------------------- | ----------------- | --------- | --------- | --------- | ------------ | ------------ | ------------ | ------------ | ------------ | ------------ | -------------------------- | -------------------------- | -------------------------- | ----- | ----- | ----- |
| Sub-20 · Colombia   |                   |           |           |           |              |              |              |              |              |              |                            |                            |                            |       |       |       |
| 2015                | —                 | —         | —         | —         | —            | —            | 4            | 1            | 1            | 7            | 2                          | 3                          | 11                         | 3     | 4     |       |
| Total               | —                 | —         | —         | —         | —            | —            | 4            | 1            | 1            | 7            | 2                          | 3                          | 11                         | 3     | 4     |       |
| Sub-21 · Colombia   |                   |           |           |           |              |              |              |              |              |              |                            |                            |                            |       |       |       |
| 2014                | 4                 | 1         | 0         | —         | —            | —            | —            | —            | —            | —            | —                          | —                          | 4                          | 1     | 0     |       |
| Total               | 4                 | 1         | 0         | —         | —            | —            | —            | —            | —            | —            | —                          | —                          | 4                          | 1     | 0     |       |
| Sub-23 · Colombia   |                   |           |           |           |              |              |              |              |              |              |                            |                            |                            |       |       |       |
| 2016                | —                 | —         | —         | —         | —            | —            | —            | —            | —            | 1            | 0                          | 0                          | 1                          | 0     | 0     |       |
| Total               | —                 | —         | —         | —         | —            | —            | —            | —            | —            | 1            | 0                          | 0                          | 1                          | 0     | 0     |       |
| Absoluta · Colombia |                   |           |           |           |              |              |              |              |              |              |                            |                            |                            |       |       |       |
| 2019                | 2                 | 0         | 0         | —         | —            | —            | —            | —            | —            | —            | —                          | —                          | 2                          | 0     | 0     |       |
| 2021                | —                 | —         | —         | 5         | 0            | 0            | —            | —            | —            | 7            | 0                          | 1                          | 12                         | 0     | 1     |       |
| 2022                | 4                 | 2         | 1         | —         | —            | —            | —            | —            | —            | 2            | 0                          | 0                          | 6                          | 2     | 1     |       |
| 2023                | 4                 | 1         | 0         | —         | —            | —            | —            | —            | —            | 6            | 2                          | 0                          | 10                         | 3     | 0     |       |
| 2024                | 3                 | 1         | 0         | 4         | 0            | 0            | —            | —            | —            | 2            | 0                          | 0                          | 9                          | 1     | 0     |       |
| 2025                | —                 | —         | —         | —         | —            | —            | —            | —            | —            | 1            | 0                          | 0                          | 1                          | 0     | 0     |       |
| Total               | 13                | 4         | 1         | 9         | 0            | 0            | —            | —            | —            | 18           | 2                          | 1                          | 40                         | 6     | 2     |       |
| Total en Colombia   | Total en Colombia | 17        | 5         | 1         | 9            | 0            | 0            | 4            | 1            | 1            | 26                         | 4                          | 3                          | 56    | 10    | 6     |

### Resumen estadístico
|                       | Partidos | Goles | Promedio | Asistencias | Promedio |
| --------------------- | -------- | ----- | -------- | ----------- | -------- |
| Primera División      | 156      | 51    | 0.32     | 21          | 0.13     |
| Copas nacionales      | 63       | 24    | 0.38     | 7           | 0.11     |
| Copas internacionales | 67       | 22    | 0.33     | 10          | 0.15     |
| Selección sub-20      | 11       | 3     | 0.27     | 3           | 0.27     |
| Selección sub-21      | 4        | 1     | 0.25     | 0           | 0        |
| Selección sub-23      | 1        | 0     | 0.00     | 0           | 0.00     |
| Selección de Colombia | 17       | 1     | 0.06     | 1           | 0.06     |
| Total                 | 319      | 102   | 0.32     | 42          | 0.13     |

### Tripletes
| Lista en los partidos que anotó tres o más goles | Lista en los partidos que anotó tres o más goles | Lista en los partidos que anotó tres o más goles | Lista en los partidos que anotó tres o más goles | Lista en los partidos que anotó tres o más goles                                                              | Lista en los partidos que anotó tres o más goles | Lista en los partidos que anotó tres o más goles | Lista en los partidos que anotó tres o más goles |
| N.º                                              | Fecha                                            | Estadio                                          | Partido                                          | Goles | Resultado                                        | Competición                                      |                                                  |
| ------------------------------------------------ | ------------------------------------------------ | ------------------------------------------------ | ------------------------------------------------ | --- | ------------------------------------------------ | ------------------------------------------------ | ------------------------------------------------ |
| 1                                                | 1 de marzo de 2015                               | Estadio Deportivo Cali                           | Deportivo Cali - Millonarios                     | Evento deportivo en curso · Evento deportivo en curso · Evento deportivo en curso                             | 5 - 1                                            | Apertura 2015                                    |                                                  |
| 2                                                | 23 de julio de 2015                              | Estadio Deportivo Cali                           | Deportivo Cali - Uniautónoma                     | Evento deportivo en curso · Evento deportivo en curso · Evento deportivo en curso                             | 5 - 1                                            | Finalización 2015                                |                                                  |
| 3                                                | 17 de diciembre de 2020                          | Estadio Gran Parque Central                      | Nacional - River Plate                           | Evento deportivo en curso · Evento deportivo en curso · Evento deportivo en curso                             | 2 - 6                                            | Copa Libertadores 2020                           |                                                  |
| 4                                                | 20 de marzo de 2021                              | Estadio Malvinas Argentinas                      | Godoy Cruz - River Plate                         | Evento deportivo en curso · Evento deportivo en curso · Evento deportivo en curso · Evento deportivo en curso | 1 - 6                                            | Copa de la Liga 2021                             |                                                  |

## Palmarés

### Títulos regionales
| Título            | Club                | Estado             | Año  |
| ----------------- | ------------------- | ------------------ | ---- |
| Campeonato Gaúcho | S. C. Internacional | Río Grande del Sur | 2025 |

### Campeonatos nacionales
| Título                | Club           | País      | Año     |
| --------------------- | -------------- | --------- | ------- |
| Superliga de Colombia | Deportivo Cali | Colombia  | 2014    |
| Categoría Primera A   | Deportivo Cali | Colombia  | A- 2015 |
| Copa Argentina        | River Plate    | Argentina | 2016-17 |
| Supercopa Argentina   | River Plate    | Argentina | 2017    |
| Copa Argentina        | River Plate    | Argentina | 2018-19 |
| Supercopa Argentina   | River Plate    | Argentina | 2019    |

### Campeonatos internacionales
| Título                 | Club                | Sede         | Año  |
| ---------------------- | ------------------- | ------------ | ---- |
| Copa Libertadores      | River Plate         | Madrid       | 2018 |
| Recopa Sudamericana    | River Plate         | Buenos Aires | 2019 |
| Liga Europa de la UEFA | Eintracht Frankfurt | Sevilla      | 2022 |

### Distinciones individuales
| Distinción                                              | Año  |
| ------------------------------------------------------- | ---- |
| Máximo goleador de la Copa Colombia                     | 2015 |
| Máximo goleador de la Copa Mundial de Clubes de la FIFA | 2018 |
| Balón de Bronce de la Copa Mundial de Clubes de la FIFA | 2018 |
| Máximo goleador de la Primera División de Argentina     | 2020 |
| Equipo Ideal de la Copa Libertadores                    | 2020 |
| Equipo Ideal de América                                 | 2020 |
| Máximo goleador de la Copa de la Liga de Argentina      | 2021 |
| Equipo ideal de la Liga Europa de la UEFA               | 2022 |